# Jacqueline Piatigorsky
Jacqueline Rebecca Louise Piatigorsky (neé Rothschild) foi um jogadora de xadrez, tenista, autora, escultora, mecenas das artes e do xadrez franco-americana. Jacqueline participou da Olimpíada de xadrez para mulheres de 1957 e conquistou a medalha de bronze individual. Ela ajudou a organizar um match entre Samuel Reshevsky e Bobby Fischer em 1961 e o torneio Piatigorsky Cup, as competicões mais fortes nos Estados Unidos desde o Torneio de xadrez de Nova Iorque de 1924.